# Bachhraon
Bachhraon è una suddivisione dell'India, classificata come municipal board, di 27.784 abitanti, situata nel distretto di Jyotiba Phule Nagar, nello stato federato dell'Uttar Pradesh. In base al numero di abitanti la città rientra nella classe III (da 20.000 a 49.999 persone).

## Geografia fisica
La città è situata a 28° 55' 60 N e 78° 13' 0 E e ha un'altitudine di 208 m s.l.m..

## Società

### Evoluzione demografica
Al censimento del 2001 la popolazione di Bachhraon era composta da 27.784 persone, delle quali 14.653 maschi e 13.131 femmine. I bambini di età inferiore o uguale ai sei anni erano 5.243, dei quali 2.751 maschi e 2.492 femmine. Infine, coloro che erano in grado di saper almeno leggere e scrivere erano 11.137, dei quali 6.824 maschi e 4.313 femmine.